# 情熱の航路
『情熱の航路』（じょうねつのこうろ、原題・英語: Now, Voyager）は、1942年に製作・公開されたアメリカ合衆国の映画である。
オリーヴ・ヒギンズ・プローティの小説の映画化で、アーヴィング・ラパーが監督し、ベティ・デイヴィスとポール・ヘンリードが主演した。
本作中の「Oh, Jerry, don't let's ask for the moon. We have the stars.（「ジェリーったら、お月様を求めるなんてやめましょう。星は持ってるんだから」）」という台詞は、AFIが選出したアメリカ映画の名セリフベスト100において、46位にランクインしている。

## キャスト
- シャーロット・ヴェイル：ベティ・デイヴィス
- ジェリー・デュランス：ポール・ヘンリード
- ジャキス：クロード・レインズ
- シャーロットの母：グラディス・クーパー

## スタッフ
- 監督：アーヴィング・ラパー
- 製作：ハル・B・ウォリス
- 脚本：ケイシー・ロビンソン
- 音楽：マックス・スタイナー
- 音楽監督：レオ・F・フォーブスタイン
- 編曲：ヒューゴー・フリードホーファー
- 撮影：ソル・ポリート
- 編集：ウォーレン・ロウ
- 美術：ロバート・M・ハース
- 衣装：オリー＝ケリー

## アカデミー賞受賞・ノミネーション
- 受賞
  - 作曲賞：マックス・スタイナー
- ノミネーション
  - 主演女優賞：ベティ・デイヴィス
  - 助演女優賞：グラディス・クーパー